# Harry's House
| 전문가 평가          | 전문가 평가 |
| 총 점수              | 총 점수     |
| 출처                 | 점수        |
| -------------------- | ----------- |
| AnyDecentMusic?      | 7.7/10      |
| 메타크리틱           | 83/100      |
| 평가 점수            |             |
| 출처                 | 점수        |
| AllMusic             | [ 3 ]       |
| American Songwriter  | [ 4 ]       |
| DIY                  | [ 5 ]       |
| Entertainment Weekly | A−          |
| The Guardian         | [ 7 ]       |
| The Independent      | [ 8 ]       |
| The Line of Best Fit | 7/10        |
| NME                  | [ 10 ]      |
| Pitchfork            | 7.2/10      |
| Rolling Stone        | [ 12 ]      |

《Harry's House》는 영국의 싱어송라이터 해리 스타일스의 세 번째 스튜디오 음반으로, 2022년 5월 20일 컬럼비아 레코드와 어스킨이 발매했다. 이 음반은 2020년과 2021년 동안 주로 작사 및 녹음되었으며 스타일스의 가장 내성적인 작품으로 주목받았다. 1970년대 일본 시티 팝에서 영감을 받은 《Harry's House》는 팝 펑크, 팝 록, 신스팝 음반이다.
이 음반은 스타일스의 경력에서 최고의 첫 주 판매량으로 데뷔했다. 이 음반은 영국 음반 차트에서 11만 3천 장의 음반과 동등한 유닛으로 1위로 데뷔했으며, 2022년 영국에서 가장 빨리 팔리고 가장 많이 팔린 음반이 되었다. 또한 33만 장의 음반 판매를 포함하여 52만 1,500장의 음반에 상응하는 유닛으로 미국 빌보드 200에서 1위로 데뷔하여, 2022년 미국에서 가장 큰 오프닝 주가 되었다. 이 음반은 호주, 벨기에, 캐나다, 프랑스, 독일, 아일랜드, 이탈리아, 네덜란드, 뉴질랜드, 스페인, 스웨덴, 스위스를 포함한 다양한 국가에서 1위로 데뷔했다.
《Harry's House》는 그 작품으로 비평가들의 찬사를 받았다. 이 곡은 싱글 〈As It Was〉, 〈Late Night Talking〉, 〈Music for a Sushi Restaurant〉의 지원을 받았으며, 이 중 첫 번째 곡은 영국과 미국 차트에서 1위를 차지하며 스타일스의 두 번째 솔로 1위 곡이 되었다. 미국 빌보드 핫 100에서 차트 1위를 차지한 〈As It Was〉 외에도 〈Late Night Talking〉, 〈Music for a Sushi Restaurant〉, 〈Music for a Matilda〉 등 세 곡이 동시에 상위 10위 안에 들었고, 이는 스타일스를 영국 솔로 가수로는 처음으로 이 업적을 달성하게 만들었다. 이 음반은 2022년 머큐리상 후보에 올랐다. 2023년 브릿 어워드에서 올해의 음반상을 수상했다. 제65회 그래미 어워드에서 올해의 음반과 베스트 팝 보컬 음반을 수상했다.

## 배경
이 음반은 2020년과 2021년 동안 주로 작사, 작곡 및 녹음되었다. 그러나 〈Boyfriends〉는 2019년 《Fine Line》 녹음의 마지막 주에 녹음되었다. 이 음반의 첫 번째 곡은 스타일스와 밴드, 프로듀서들이 말리부의 샹그릴라 스튜디오에 도착한 날 작곡한 〈Late Night Talking〉이다.  〈Matilda〉는 로알드 달이 쓴 동명의 책에 나오는 주인공의 이름을 따서 지어졌다. 이 곡은 스타일스가 어려움을 겪고 있는 누군가와 가졌던 관계에서 영감을 받았다. 제인 로우와의 인터뷰에서 스타일스는 자신이 듣고 있다는 것을 보여주기 위해 이 곡을 썼다고 말했다. 내가 여기서 한 일이 맞았으면 좋겠어. 다른 건 몰라도 "저는 듣고 있어요"라고만 적혀 있을 뿐이다. 이 음반에는 〈Cinema〉와 〈Daydreaming〉의 리드 기타에 존 메이어가 참여했다.
〈Boyfriends〉는 스타일스가 다른 사람들과 데이트할 때 그의 여동생과 친구들에게서 관찰한 "사람들이 때때로 서로를 잘 대해주지 않는다"는 연애 경험뿐만 아니라 그 자신의 연애 경험을 서정적으로 다루고 있다. 〈Cinema〉는 러닝머신에 있는 동안 그가 쓰기 시작한 스타일스의 "재미있는" 트랙이었다. 〈Love of My Life〉는 영국과 국내에 그의 사랑과 감사를 보여주는 스타일스의 방식이다.

## 구성
음악적으로 《Harry's House》는 일본의 1970~80년대 시티 팝 장르의 영향을 받았으며, 주로 팝 펑크, 팝 록, 신스팝 노래와 R&B 요소를 특징으로 한다. 《롤링 스톤》의 존 돌란은 이 음반의 음악적 사운드를 "밝게" 묘사했으며, 특히 신스팝과 R&B 노래보다 신스와 호른을 사용했다.

## 곡 목록
| #            | 제목                             | 작사·작곡                                            | 재생 시간 |
| ------------ | -------------------------------- | ---------------------------------------------------- | --------- |
| 1.           | 〈Music for a Sushi Restaurant〉 | Harry Styles Thomas Hull Tyler Johnson Mitch Rowland | 3:14      |
| 2.           | 〈Late Night Talking〉           | Styles Hull                                          | 2:58      |
| 3.           | 〈Grapejuice〉                   | Styles Hull Johnson                                  | 3:12      |
| 4.           | 〈As It Was〉                    | Styles Hull Johnson                                  | 2:47      |
| 5.           | 〈Daylight〉                     | Styles Hull Johnson                                  | 2:45      |
| 6.           | 〈Little Freak〉                 | Styles Hull                                          | 3:23      |
| 7.           | 〈Matilda〉                      | Styles Hull Johnson Amy Allen                        | 4:05      |
| 8.           | 〈Cinema〉                       | Styles Samuel Witte                                  | 4:03      |
| 9.           | 〈Daydreaming〉                  | Styles Hull Johnson                                  | 3:07      |
| 10.          | 〈Keep Driving〉                 | Styles Hull Johnson Rowland                          | 2:19      |
| 11.          | 〈Satellite〉                    | Styles Hull Johnson                                  | 3:37      |
| 12.          | 〈Boyfriends〉                   | Styles Hull Johnson Tobias Jesso Jr.                 | 3:12      |
| 13.          | 〈Love of My Life〉              | Styles Hull Johnson                                  | 3:11      |
| 총 재생 시간 | 총 재생 시간                     | 총 재생 시간                                         | 41:48     |

## 인증
| 국가                               | 인증        | 판매량/출하량 |
| ---------------------------------- | ----------- | ------------- |
| 오스트레일리아 (ARIA)              | 플래티넘    | 70,000        |
| 오스트리아 (IFPI 오스트리아)       | 골드        | 7,500         |
| 캐나다 (뮤직 캐나다)               | 플래티넘    | 80,000        |
| 덴마크 (IFPI Danmark)              | 플래티넘    | 20,000        |
| 프랑스 (SNEP)                      | 플래티넘    | 100,000       |
| 이탈리아 (FIMI)                    | 플래티넘    | 50,000        |
| 뉴질랜드 (RMNZ)                    | 2× 플래티넘 | 30,000        |
| 폴란드 (ZPAV)                      | 플래티넘    | 20,000        |
| 스페인 (PROMUSICAE)                | 플래티넘    | 40,000        |
| 스웨덴 (GLF)                       | 플래티넘    | 30,000        |
| 영국 (BPI)                         | 플래티넘    | 370,000       |
| 미국 (RIAA)                        | 플래티넘    | 2,300,000     |
| 판매량+스트리밍을 기반으로 한 인증 |             |               |